# Pijiharjo
Pijiharjo is een bestuurslaag in het regentschap Wonogiri van de provincie Midden-Java, Indonesië. Pijiharjo telt 3961 inwoners (volkstelling 2010).